# Lista rețelei de troleibuze din Polonia

## Troleibuze în Polonia

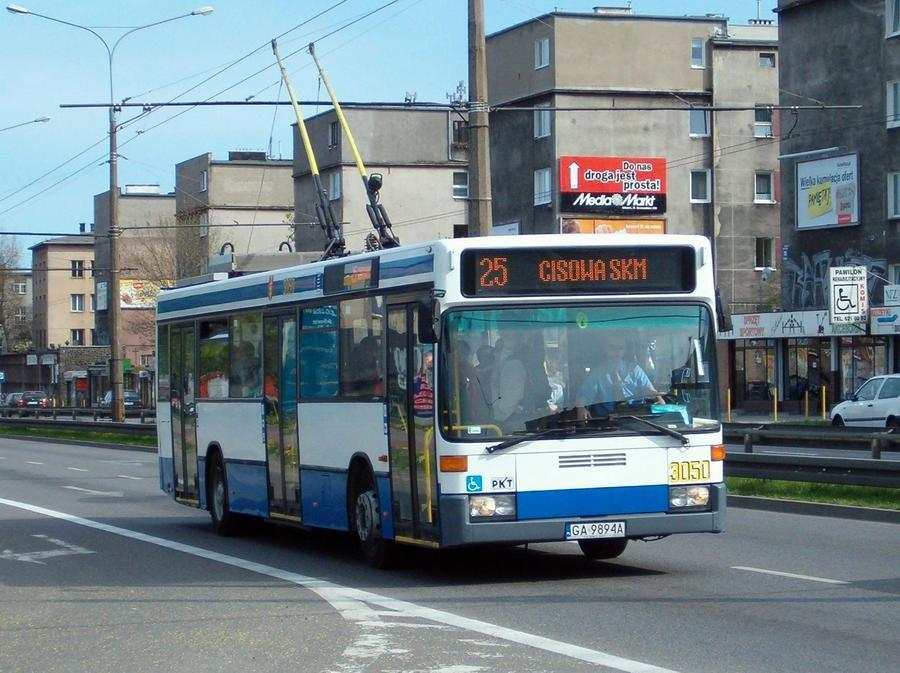
Troleibuz MBO405 din Gdynia

În prezent, troleibuze ruleze în trei orașe poloneze: Gdynia, Lublin și Tychy:
- Troleibuze în Gdynia
- Troleibuze în Lublin
- Troleibuze în Tychy

Desființate:
- Dębica (1988-1990) pentru mai multe informații: Troleibuze în Dębica
- Gorzów Wielkopolski (1943-1945) pentru mai multe informații: Troleibuze în Gorzów Wielkopolski
- Legnica (1943-1945, 1949-1956) pentru mai multe informații: Troleibuze în Legnica
- Olsztyn (1939-1945, 1946-1971) pentru mai multe informații: Troleibuze în Olsztyn
- Poznań (1930-1945, 1946-1970) pentru mai multe informații: Troleibuze în Poznań
- Słupsk (1985-1999) pentru mai multe informații: Troleibuze în Słupsk
- Wałbrzych (1943-1973) pentru mai multe informații: Troleibuze în Wałbrzych
- Varșovia (1946-1973, 1983-1995) pentru mai multe informații: Troleibuze în Varșovia
- Wrocław (1912-1913) pentru mai multe informații: Troleibuze în Wrocław